# Współrzędne trójchromatyczne

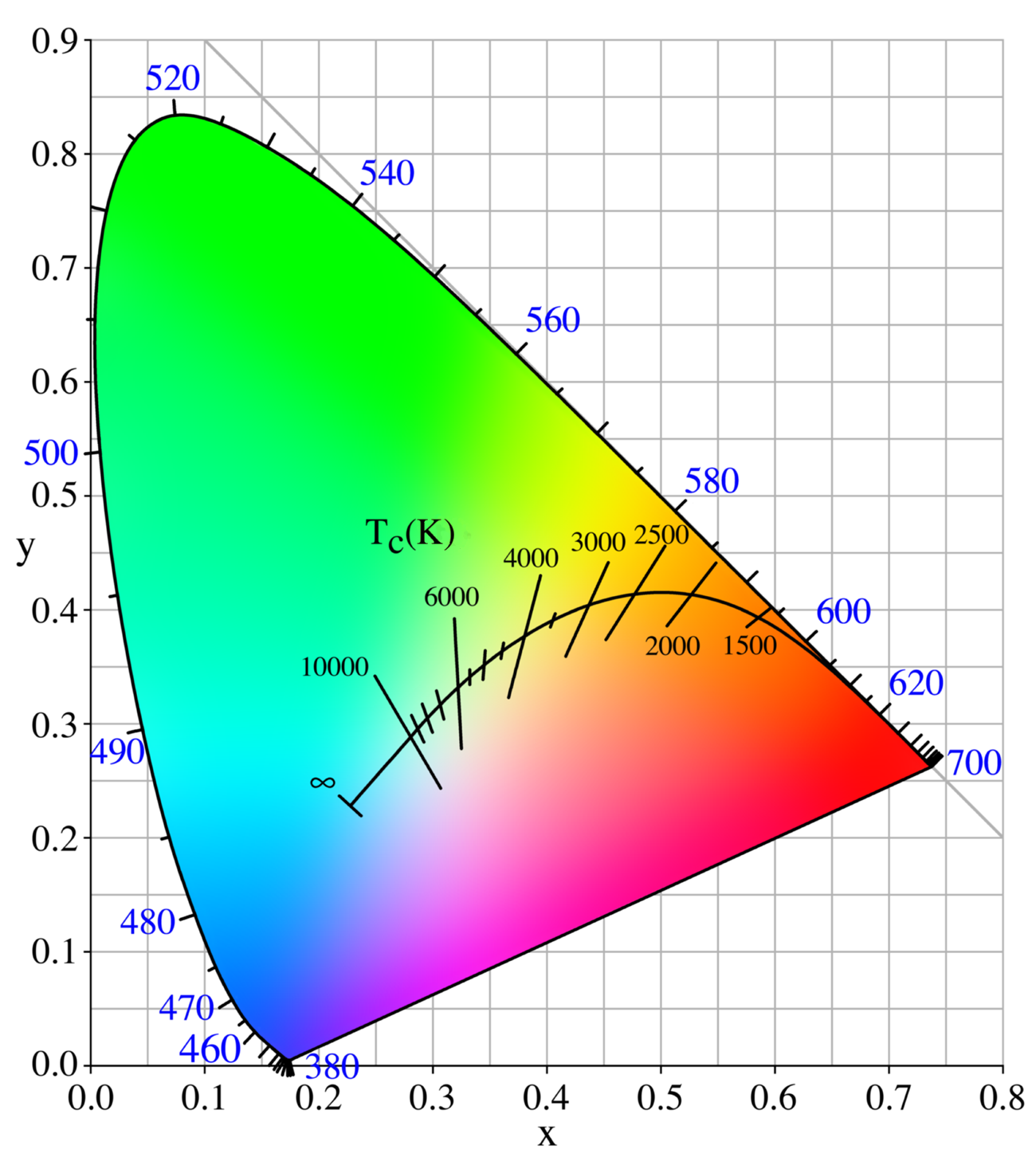
Wykres chromatyczności według CIEXYZ. Widoczne barwy są przybliżone

Współrzędne trójchromatyczne x, y w przestrzeni barw CIEXYZ – współrzędne opisujące chromatyczność badanego bodźca. Składowe {\displaystyle X,} {\displaystyle Y,} {\displaystyle Z} wyznacza się na podstawie widmowych składowych trójchromatycznych i charakterystyki badanego bodźca. Przestrzeń CIE XYZ została skonstruowana tak, by widmowa składowa {\displaystyle {\overline {y}}} odpowiadała względnej skuteczności obserwatora normalnego, dzięki czemu składowa {\displaystyle Y} odpowiada luminancji świetlnej tego bodźca. Ponadto współrzędne {\displaystyle x} i {\displaystyle y} są takie, że dla wszystkich barw światła przyjmują wartości w zakresie od 0 do 1, co widać na poglądowym wykresie chromatyczności {\displaystyle xy} obok.
Wartości współrzędnych trójchromatycznych {\displaystyle x,} {\displaystyle y,} {\displaystyle z} zależą od składowych {\displaystyle X,} {\displaystyle Y,} {\displaystyle Z} w następujący sposób:
{\displaystyle x={\frac {X}{X+Y+Z}},}
{\displaystyle y={\frac {Y}{X+Y+Z}},}
{\displaystyle z={\frac {Z}{X+Y+Z}}.}
Należy zwrócić uwagę na nierównomierność rozmieszczenia chromatyczności przedstawionych za pomocą składowych {\displaystyle x,} {\displaystyle y,} co ogranicza stosowanie tak przedstawionych współrzędnych.